# Masked Intruder
Masked Intruder ist eine US-amerikanische Melodycore-Band aus Madison, Wisconsin. Sie ist eine Gimmick-Band und tritt mit Skimasken auf. Sie steht derzeit bei Fat Wreck Chords unter Vertrag.

## Bandgeschichte
Masked Intruder wurde 2011 gegründet. Der fiktiven Bandbiografie nach lernten sich die Mitglieder im Gefängnis kennen. Die Bandmitglieder tragen verschiedenfarbige Skimasken und dazu passende Chucks und spielen Saiteninstrumente in den passenden Farben. Gerüchten zufolge handelt es sich bei den Mitgliedern um Musiker anderer Bands. Die Plattenfirma Fat Wreck Chords gibt auf ihrer Website einen Hinweis auf Chixdiggit, wobei diese jedoch nicht aus den Vereinigten Staaten, sondern aus Kanada stammen. Auf ihren Touren tritt außerdem Officer Bradford auf, ein als Polizist verkleideter Mann, der während des Konzerts die Leute unterhält und mit ihnen feiert.
2011 wurde ein erstes Demo eingespielt. 2012 erschien über Red Scare Industries das selbstbetitelte Debütalbum der Band. Die Musik beeindruckte Fat Mike, der die Band unter Vertrag nahm und ihr Debütalbum 2013 wiederveröffentlichte. 2014 erschien das zweite Album M.I. Produziert wurde es von Matt Allison (unter anderem Alkaline Trio und The Lawrence Arms). 2019 erschien schließlich das dritte Album III, das 2020 durch III Turbo ergänzt wurde und drei bisher unveröffentlichte Lieder enthält.

## Musikstil
Masked Intruder spielen poppigen Melodycore mit überwiegend humoristischen und romantischen Texten, die oft an die fiktive Bandbiografie als Einbrecherbande angelehnt sind. Musikalisch erinnert die Band an Teenage Bottlerocket, The Queers und Descendents.

## Diskografie

### Studioalben
- 2012: Masked Intruder (Red Scare Industries, 2013: Fat Wreck Chords)
- 2014: M.I. (Fat Wreck Chords)
- 2019: III (Pure Noise Records)

### Singles und EPs
- 2012: First Offense (Hang Up Records)
- 2012: Split-EP mit The Turkletons (Bad Girlfriend Records/Hang Up Records/Lost Cat Records)
- 2012: The Wedding (Split-EP mit Dan Vapid and the Cheats) (Solidarity Recordings)
- 2013: Under The Mistletoe (Red Scare, Fat Wreck Chords)
- 2013: Red Scare Across America (Tour-Split-EP mit Elway und Sam Russo, Red Scare)
- 2016: Love And Other Crimes (Pure Noise Records)
- 2019: No Case (Pure Noise Records)
- 2019: Please Come Back To Me (Pure Noise Records)
- 2019: All of My Life (Pure Noise Records)

### Sonstiges
- 2011: Demo (Eigenproduktion)
- 2020: III Turbo (Pure Noise Records)